# Systeemvoorkeuren
Systeemvoorkeuren is een standaard meegeleverde applicatie voor OS X, die gebruikers toestaat om verschillende instellingen van het systeem aan te passen.
Voordat OS X uitkwam in 2001, konden instellingen worden aangepast via losse applicaties (controlepanelen) die te vinden waren in het Apple-menu. In Mac OS 9, de laatste versie voor OS X, waren 32 losse controlepanelen te vinden.
Deze controlepanelen werden in OS X vervangen door één applicatie: Systeemvoorkeuren. Standaard worden de instellingen op categorie weergeven, zoals Persoonlijk, Hardware, Internet en draadloos, Systeem en Overige. De laatste categorie is pas te zien wanneer een gebruiker een applicatie van een derde partij installeert. De lijst kan ook op alfabetische volgorde worden gesorteerd. In het begin konden gebruikers bepaalde pagina's in de bovenste balk van het programma weergeven, zodat ze deze snel konden raadplegen. Deze functie werd verwijderd in Mac OS X 10.4 en vervangen door een zoekveld.
Bij de introductie van Exposé werd ook een gelijknamige pagina aan het programma toegevoegd. Deze werd vervangen in Mac OS X 10.4 door Dashboard & Exposé. Later, in OS X 10.7 kreeg deze pagina opnieuw een nieuwe naam: vanaf nu heet het onderdeel Mission Control.